# Heyworth
Heyworth es una villa ubicada en el condado de McLean en el estado estadounidense de Illinois. En el Censo de 2010 tenía una población de 2841 habitantes y una densidad poblacional de 581,92 personas por km².

## Geografía
Heyworth se encuentra ubicada en las coordenadas 40°18′55″N 88°58′40″O / 40.31528, -88.97778. Según la Oficina del Censo de los Estados Unidos, Heyworth tiene una superficie total de 4.88 km², de la cual 4.88 km² corresponden a tierra firme y (0%) 0 km² es agua.

## Demografía
Según el censo de 2010, había 2841 personas residiendo en Heyworth. La densidad de población era de 581,92 hab./km². De los 2841 habitantes, Heyworth estaba compuesto por el 96.94% blancos, el 0.35% eran afroamericanos, el 0.18% eran amerindios, el 0.39% eran asiáticos, el 0% eran isleños del Pacífico, el 0.67% eran de otras razas y el 1.48% pertenecían a dos o más razas. Del total de la población el 2.18% eran hispanos o latinos de cualquier raza.